# Ostruzione nasale da corpi estranei
L'ostruzione nasale da corpi estranei è una patologia che comporta stenosi delle cavità nasali ad opera di corpi estranei e del conseguente edema mucosale provocato dalla loro presenza e decubito.

## Segni e sintomi
La rinorrea è il sintomo cardine, accompagnata o meno dal dolore, che è presente soprattutto quando il corpo estraneo in questione è spigoloso o appuntito. La rinorrea è dapprima sierosa, per poi assumere caratteristiche muco-purulente, infine può essere fetida se le ulcere traumatiche e da decubito vanno incontro ad sovrainfezione batterica. L'epistassi è incostante, spesso lieve. La stimolazione delle terminazioni trigeminali può determinare la comparsa di fenomeni neurovegetativi riflessi: lacrimazione, cefalea, tosse, iperemia congiuntivale. Come si è detto, spesso il corpo estraneo non provoca di per sé dolore, e questo è vero soprattutto se si tratta di un oggetto smusso; i bambini, poi, avvertono meno il fastidio provocato da un eventuale corpo estraneo. In questi casi, il corpo estraneo può essere progressivamente ricoperto da uno strato di fosforo e carbonato di calcio, fino a diventare un rinolito, radiopaco: in questi casi la sintomatologia è dominata dall'emanazione di un odore fetido.

## Diagnosi
La monolateralità permette la diagnosi differenziale con altre patologie flogistico-infettive delle cavità nasali. Spesso i corpi estranei si localizzano nella metà anteriore della fossa nasale, pertanto la rinoscopia anteriore è generalmente sufficiente per la loro rilevazione. Talvolta, però, può essere necessaria una fibroscopia con fibroscopio flessibile, o addirittura un'indagine radiologica volta a confermare la presenza del corpo estraneo.